# Vanna (Insel)

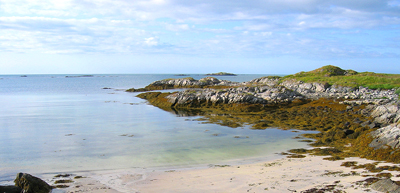
Küste bei Torsvåg

Vanna (auch Vannøya) ist eine norwegische Insel nördlich des arktischen Polarkreises. Sie gehört verwaltungstechnisch zur Kommune Karlsøy in der Provinz Troms.
Die Insel Vanna ist in Nord-Süd-Richtung 30 km lang und maximal 16 km breit. Ihre Fläche beträgt 232 km². Durch die Bucht Skipsfjord und das davon ausgehende Tal Skipsfjordalen wird die Insel nahezu in zwei Teile geteilt. Sie erreicht im Vanntinden im Südwesten mit 1031 m ihre größte Höhe. Von den benachbarten Inseln Helgøya, Reinøya und Nordfugløya ist Vanna durch den Hamrefjord, den Vannsund und den Fugløyfjord getrennt. Im Osten sind ihr die Inseln Burøya, Lille Skorøya und Store Skorøya vorgelagert.
Wichtige Ortschaften sind Torsvåg und Vannareid. Die Insel ist durch Fähren mit Karlsøy und Hansnes verbunden. Schnellboote verkehren nach Tromsø, Nord-Lenangen und Skjervøy.